# Marie Colinet
Marie Colinet (aussi connue sous le nom de Marie Fabry ou Fabri), née vers 1560 et morte après 1638, est une sage-femme et une chirurgienne genevoise, puis suisse. Elle est la première à utiliser la chaleur pour dilater et stimuler l'utérus pendant l'accouchement. Elle réalise également des césariennes avec succès. De plus, elle est aussi la première personne à utiliser un aimant pour extraire un morceau de métal de l'œil d'un patient.

## Biographie
Marie Colinet est née à Genève, en République de Genève, dans les années 1560, fille d'un imprimeur genevois. Elle est active de la fin du XVIe au début du XVIIe siècle. Elle est à l'origine sage-femme à Genève.  Le 25 juillet 1587, à l'église Saint-Gervais de Genève, elle épouse un chirurgien, Wilhelm Fabry (ou Guillaume Fabri). Wilhelm Fabry est le premier chirurgien allemand du XVIIe siècle et un auteur de traités médicaux. Elle apprend la chirurgie avec son mari et de l'aveu de celui-ci, elle le surpasse. Wilhelm Fabry fait remarquer que sa femme est « une source constante d'aide et de bonheur ». De 1602 à 1610, le couple s'installe à Payerne, et ils voyagèrent à travers la Suisse, la Hollande et la Rhénanie. En 1615, ils s'installent à Berne, où ils obtiennent la citoyenneté.

## Carrière
Marie Colinet est une sage-femme et une chirurgienne habile, qui traite de nombreux patients dans toute l'Allemagne. Elle effectue de nombreuses interventions médicales, des chirurgies mineures à l'accouchement par césarienne. Elle est considérée comme la « sage-femme la plus célèbre de Suisse » et pratique la première césarienne réussie en 1603. Par sa formation, Marie Colinet améliore les techniques d'accouchement par césarienne en Allemagne. En plus d'être sage-femme, elle est également obstétricienne et ophtalmologiste . De plus, elle aide son mari dans sa pratique chirurgicale et prend soin de ses patients pendant qu'il voyageait. Elle traite également des fractures. Le point culminant professionnel de sa carrière est sa rencontre avec un patient dont la vue est menacée par un éclat de métal.

## Contribution au monde médical
En 1624, après l'échec de son mari à extraire de l'œil d'un patient un morceau de métal, Marie Colinet a l'idée d'utiliser un aimant - une technique qui fonctionnait alors et qui est toujours utilisée aujourd'hui. Bien que son mari lui donne tout le crédit pour cette technique, c'est souvent lui qui reçoit tout le mérite pour la procédure. 
Elle utilise la chaleur pour dilater et stimuler l'utérus pendant l'accouchement, pratique des césariennes et réussit à éliminer les éclats oculaires . 
Dans un cas particulièrement difficile d'un homme avec deux côtes brisées, elle doit ouvrir sa poitrine et relier les fragments d'os. En refermant la plaie, elle la couvre d'un pansement d'huile de roses et d'un pansement de coulées d'orge, de roses en poudre et de fleurs de grenade sauvage, mélangées à des noix de cyprès et des œufs crus. Puis elle le bande avec des attelles rembourrées. Après cela, elle suit son alimentation et reste avec lui pendant dix jours. L'homme va mieux au bout de quatre semaines. Ses pansements à base de plantes complexes ont empêché l'infection et ont favorisé la guérison . Son mari écrit une description détaillée de la procédure dans son Centuriae, où il loue son talent de chirurgienne et le placement un pansement efficace contenant de l'huile. Il poursuit en mentionnant explicitement que sa femme a inventé cette procédure spécifique, mais que c'est lui qui a été reconnu pour son travail.
Elle écrit ensuite deux livres.

## Hommages
En 1993, une rue de Hilden porte le nom de Marie Colinet. De plus, une école secondaire à Hilden (depuis 2016) porte son nom - Marie-Colinet-Sekundarschule Hilden. Cette école porte le nom de Colinet en raison de sa personnalité admirable et de sa force de femme. Les écoles affirment que Marie Colinet était «une femme sûre d'elle-même et un très bon modèle pour les élèves» .
Marie Colinet est citée par Judy Chicago dans son œuvre d'art The Dinner Party.